# Сент-Клауд (Міссурі)
Сент-Клауд (англ. St. Cloud) — селище (англ. village) в США, в окрузі Кроуфорд штату Міссурі. Населення — 43 особи (2020).

## Географія
Сент-Клауд розташований за координатами 38°10′23″ пн. ш. 91°12′46″ зх. д. / 38.17306° пн. ш. 91.21278° зх. д. (38.173189, -91.212759).  За даними Бюро перепису населення США в 2010 році селище мало площу 3,21 км², уся площа — суходіл.

## Демографія
Згідно з переписом 2010 року, у селищі мешкала 41 особа в 18 домогосподарствах у складі 12 родин. Густота населення становила 13 особи/км².  Було 21 помешкання (7/км²).
Расовий склад населення:
| - 87,8 % — білих - 7,3 % — чорних або афроамериканців - 2,4 % — корінних американців |

До двох чи більше рас належало 2,4 %. Частка іспаномовних становила 7,3 % від усіх жителів.
За віковим діапазоном населення розподілялося таким чином: 17,1 % — особи молодші 18 років, 60,9 % — особи у віці 18—64 років, 22,0 % — особи у віці 65 років та старші. Медіана віку мешканця становила 47,5 року. На 100 осіб жіночої статі у селищі припадало 78,3 чоловіків;  на 100 жінок у віці від 18 років та старших — 78,9 чоловіків також старших 18 років.
Середній дохід на одне домашнє господарство  становив 44 411 долар США (медіана — 39 167), а середній дохід на одну сім'ю — 46 531 долар (медіана — 42 500). 
Цивільне працевлаштоване населення становило 29 осіб. Основні галузі зайнятості: мистецтво, розваги та відпочинок — 37,9 %, освіта, охорона здоров'я та соціальна допомога — 20,7 %, публічна адміністрація — 17,2 %.